# 镇海区图书馆
宁波市镇海区图书馆，又称镇海培菊图书馆，是一家位于中华人民共和国浙江省宁波市镇海区的公共图书馆，隶属于镇海区市人民政府，归属镇海区文化广电旅游局管理，是镇海区政府设立的公益性事业单位法人，是文化和旅游部评定的国家一级图书馆。
镇海区图书馆前身为镇海县文化馆图书阅览室，1978年改称镇海县图书馆。1984年3月图书馆建制从文化馆脱离，并在城关镇鼓楼西路65号独立设馆。次年10月，图书馆因行政区划改变而更名为镇海区图书馆。1996年1月8日，图书馆迁址至人民路58号。2015年4月10日，图书馆迁至海雄文化艺术中心大楼东侧的镇海培菊图书馆大楼，人民路馆舍改作直属分馆运营。